# Березуцкий, Иван Анатольевич
Иван Анатольевич Березуцкий (род. 1985) — российский повар и ресторатор, бывший шеф-повар ресторана «Twins Garden» в Москве, обладатель двух звёзд Мишлен. В 2019 году «Twins Garden» занял 19 строчку международного рейтинга «The World’s Best Restaurants», поднявшись на 53 пункта по сравнению с предыдущим годом, с 2018 года «Twins Garden» — лучший ресторан Москвы (2018—2021), в 2020 и 2022 году — лучший ресторан России в номинации национальной ресторанной премии WHERETOEAT. Брат-близнец ресторатора Сергея Березуцкого.

## Биография
Окончив с отличием армавирское училище по специальности повара, начал работать в местном ресторане, затем принял предложение от паба «Ливерпуль» в Санкт-Петербурге. Совмещал работу с заочным обучением в ростовском филиале МГУТУ по специальности «Технология продукции и организация общественного питания».
Переехав в Москву в 2008 году, Иван работал в ресторане Cipollino с Адрианом Кетгласом. В 2010 стал шеф-поваром Grand Cru в Петербурге. В этом же году Иван победил в российском конкурсе молодых шеф-поваров «Серебряный треугольник».
В 2011 году Иван проходил стажировку в каталонском ресторане El Bulli (3 мишленовских звезды), а после — победил в IV Международном конкурсе поваров высокой кухни в Мадриде. В 2012 году Иван вернулся в Санкт-Петербург, возглавив ресторанный комплекс «Летучий голландец», а в 2013 году перешёл в PMI Bar. В том же году был признан шеф-поваром года по версии премии WHERETOEAT.
В 2014 году вместе со своим братом-близнецом Сергеем открыл в Москве ресторан «Twins», который в 2016 году вошёл в список 100 лучших ресторанов мира по версии «The World’s Best Restaurants», заняв 75 место.
В 2016 году Сергей и Иван Березуцкие открыли ресторан «Wine & Crab» в Москве, который покинули в мае 2020 года..
В 2019 году Иван и Сергей Березуцкие выиграли тендер на создание в петербургском «Лахта-центре» ресторана, который должен был стать самым высоким панорамным рестораном в Европе.
В ноябре 2020 года Березуцкие организовали в Москве гастрономический фестиваль Twins Science.

### Twins Garden
В ноябре 2017 года ресторан Twins переехал с Малой Бронной на Страстной бульвар, его концепция была доработана, а название проекта изменено на «Twins Garden».
С 2017 года под руководством Ивана и Сергея Березуцких реализуется проект «Twins Farm», сначала в Калужской области, а сейчас - в Ярославской. Там для своих ресторанов они производят рыбу, овощи, травы, молоко и молочные продукты. В книге «The Garden Chef», выпущенной издательством «Phaidon» в 2019 году, собраны фотографии садов, огородов и теплиц 40 ведущих рестораторов мира и рецепты вдохновленных ими блюд, в том числе и фото фермы братьев Березуцких. С 2018 года братья проводят на ферме гастрономический фестиваль, на который приглашают поваров, рестораторов и журналистов. Его главная идея — популяризация формата ресторана с собственной фермой.
В 2018 году журнал GQ признал Ивана и Сергея Березуцких лучшими шефами, в том же году «Twins Garden» (который к тому моменту работал всего полгода) попал на 72 место рейтинга «The World’s Best Restaurants», а в 2019 году поднялся сразу на 53 пункта по сравнению с предыдущим годом, заняв 19 строчку рейтинга.
В 2019 году Сергей и Иван Березуцкие выиграли тендер на создание в петербургском «Лахта-центре» ресторана, который должен был стать самым высоким панорамным рестораном в Европе.
В 2020 году братья продали свои доли в Twins Garden российскому бизнесмену Алексею Репику.
В ноябре 2020 года Березуцкие организовали в Москве гастрономический фестиваль Twins Science.
В марте 2023 года стало известно, что Иван Березуцкий вместе со своим братом ушёл из Twins Garden.
Березуцкие внедрили в гастрономию несколько технологий, разработанных вместе с учёными и инженерами.

### Повышение вкусовой интенсивности
Для обработки овощей используется технология, которую Березуцкие называют «повышением вкусовой интенсивности продукта» посредством избавления от избыточной влаги. Например, помидоры дегидрируются в специальном аппарате при очень низкой температуре (лиофильная сушка: замораживание продукта, а затем сублимация в вакууме): влага улетучивается, а свежий вкус значительно усиливается.

### Биопринтинг в кулинарии
Березуцкие являются первыми шеф-поварами в России, использовавшими в изготовлении блюд технологии 3D-биопринтера: 
На то, чтобы напечатать одного кальмара, уходит 17 минут. Потом его обжаривают на сковороде, чтобы белок начал работать. И уже на тарелке перед гостем поливают маслом, настоянным на петрушке.

### Овощные вина
Березуцкие открыли новую тему в гастрономии. Тему овощных вин, которую братья разрабатывали полгода, отобрав из сорока видов овощей восемь в качестве виноматериала. Это было предпринято с целью максимально раскрыть потенциал овощей в формате новаторского овощного виноделия, с применением всех его технологий.

## Достижения
В 2021 году Иван с братом заняли 62 место в рейтинге ста лучших шеф-поваров в мире .